# بيتر بيشل
بيتر بيشل (بالبولندية: Peter Peschel؛ بالألمانية: Peter Peschel) هو لاعب كرة قدم ألماني وبولندي في مركز الوسط، ولد في 26 يناير 1972 في برودنيك في بولندا. لعب مع تنس بوروسيا برلين ونادي بوخوم ونادي دويسبورغ ويان ريغينسبورغ.

## وصلات خارجية
- بيتر بيشل على موقع قاعدة بيانات كرة القدم.إي يو (الإنجليزية)
- بيتر بيشل على موقع بيانات كرة القدم. دي إي (الألمانية)
- بيتر بيشل على موقع عالم كرة القدم.نت (الإنجليزية)